# James Caan

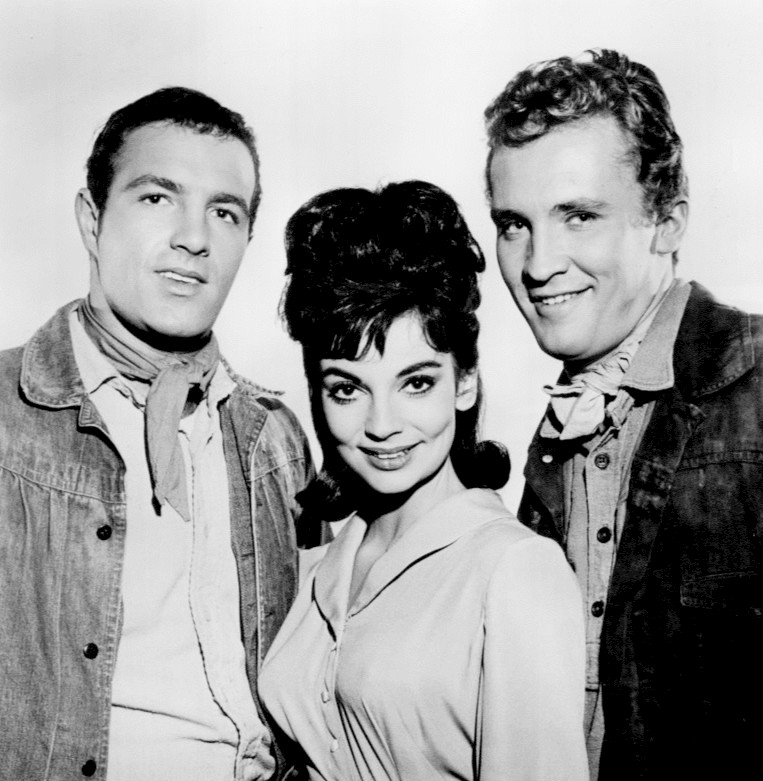
James Caan, Karyn Kupcinet i Roy Thinnes w odcinku „Death Valley Days” (1963)

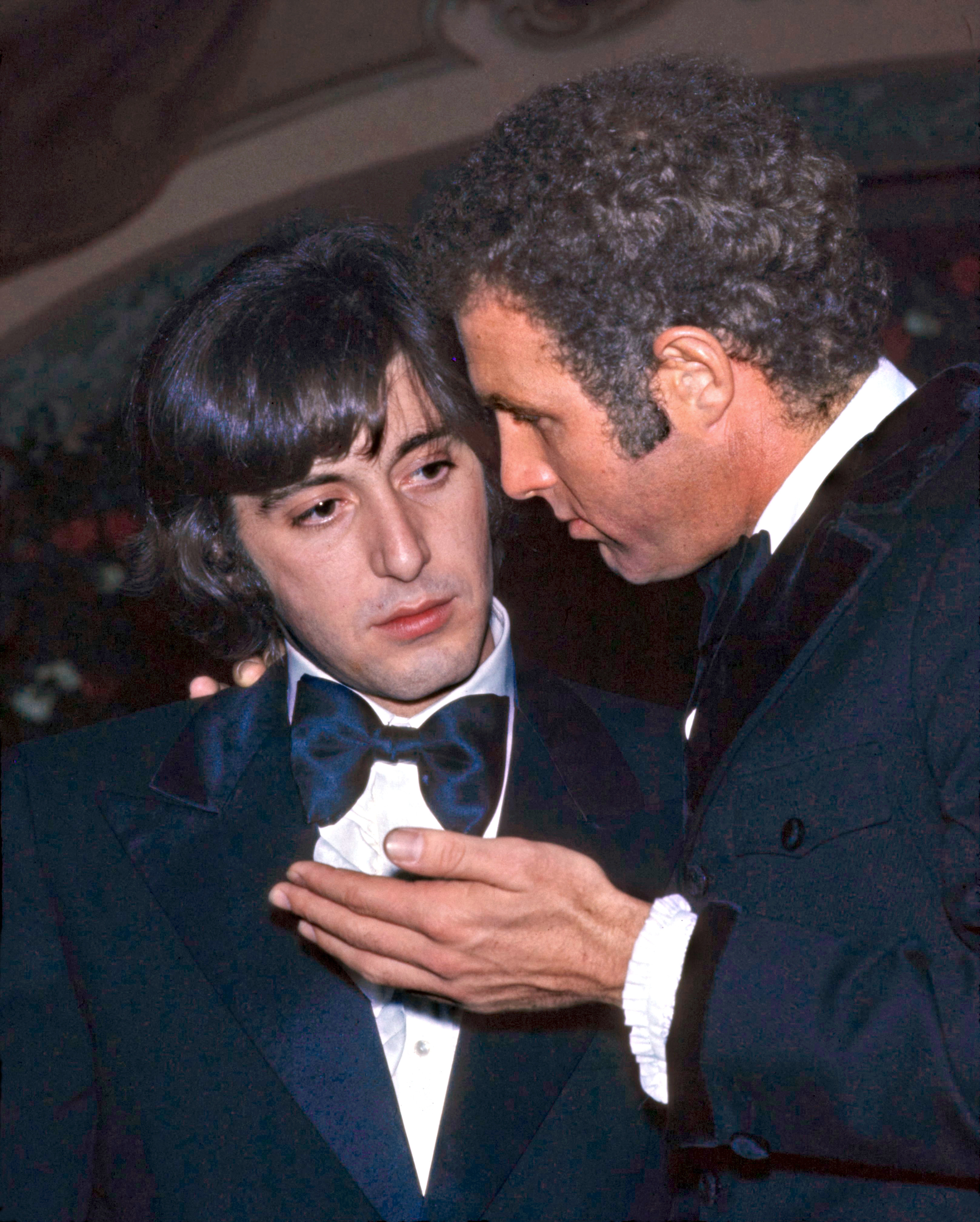
Al Pacino i James Caan (lata 70.)

James Edmund Caan (ur. 26 marca 1940 w Nowym Jorku, zm. 6 lipca 2022 w Los Angeles) – amerykański aktor, reżyser i kaskader.
Wielokrotnie nominowany do najważniejszych nagród filmowych – Oscara (1973), dwukrotnie do Emmy (1972, 2004) i czterokrotnie do Złotego Globu (1966, 1973, 1975, 1976). Laureat Nagrody Saturn w kategorii najlepszy aktor za rolę Jonathana E Misery’ego w filmie Rollerball (1975).
W 1978 otrzymał własną gwiazdę w Alei Gwiazd w Los Angeles znajdującą się przy 6648 Hollywood Boulevard.

## Życiorys

### Wczesne lata
Urodził się w nowojorskim Bronksie w Nowym Jorku jako jedno z trojga dzieci Sophie (z domu Falkenstein) i sprzedawcy mięsa Arthura Caana, żydowskich imigrantów z Niemiec. Dorastał wraz z bratem Ronaldem „Ronnie” i siostrą Barbarą (zm. 1981 na białaczkę) w Sunnyside, nowojorskiej dzielnicy Queens. Po ukończeniu szkoły średniej Rhodes Prep w Nowym Jorku, studiował początkowo prawo i historię na Hofstra University. Próbował kariery piłkarskiej na Uniwersytecie Stanowym Michigan, pracował sezonowo jako ratownik na plażach w Kalifornii. W 1960 rozpoczął naukę aktorstwa od nowojorskiej Neighborhood Playhouse School of the Theatre, gdzie jego mentorem był Sanford Meisner.

### Kariera
Debiutował na Off-Broadwayu w spektaklu I Roam, a następnie zagrał na Broadwayu w przedstawieniach: Blood, Sweat and Stanley Poole Williama Goldmana i Mandingo, ale zrezygnował po zaledwie czterech występach artystycznych z powodu trudności z gwiazdą – Franchotem Tone. Pierwszym sukcesem był występ w sztuce Korowód (La Ronde, 1961) Arthura Schnitzlera w niewielkim teatrzyku Off-Broadway. Szybko zwrócono na niego uwagę w telewizji, zagrał epizody w paru serialach, m.in. ABC Nagie Miasteczko (Naked City, 1961) z Bruce’em Dernem, CBS Route 66 (1961) z George’em Maharisem i Martinem Sheenem, ABC Alcoa Premiere (1962), ABC Nietykalni (The Untouchables, 1962) z Lee Marvinem oraz NBC Doktor Kildare (Dr. Kildare, 1963) z Richardem Chamberlainem. Na dużym ekranie debiutował u boku Jacka Lemmona i Shirley MacLaine w komedii romantycznej Słodka Irma (Irma la Douce, 1963) jako żołnierz w radiu, choć nazwisko nie pojawiło się jeszcze w czołówce. Zagrał potem sadystycznego chuligana w thrillerze Kobieta w klatce (Lady in a Cage, 1964) z Olivią de Havilland. To określiło na jakiś czas typ oferowanych mu ról. Dopiero Howard Hawks, u którego zagrał drugoplanową postać Mikee’a w dramacie sensacyjnym Czerwona linia 7000 (Red Line 7000, 1965) dostrzegł możliwości młodego aktora i uczynił go sympatycznym żółtodziobem Alanem Bourdillionem Traherne „Mississippi” w westernie Howarda Hawksa El Dorado (1966) u boku Johna Wayne’a i Roberta Mitchuma.
Odtąd jego kariera toczyła się już gładko, w filmach wojennych i awanturniczych, dopóki nie zaskoczył wszystkich całkowicie odmienną rolą infantylnego, opóźnionego w rozwoju umysłowym piłkarza Jimmy’ego Kilgannona, którym zaczyna się opiekować samotna, uciekająca od swego środowiska Natalie Ravenna (Shirley Knight) w dramacie Francisa Forda Coppoli Ludzie deszczu (The Rain People, 1969), a rozpaczliwie smutny romans tych dwojga outsiderów kończy się tragicznie. Rola Briana Piccolo, zawodnika drużyny futbolu amerykańskiego w telewizyjnym biograficznym dramacie sportowym ABC Pieśń Briana (Brian’s Song, 1971) przyniosła mu nominację do nagrody Emmy. Wkrótce Francis Ford Coppola umożliwił mu stworzenie wspaniałej nominowanej do nagrody Oscara i Złotego Globu kreacji Santino Sonny’ego Corleone, gwałtownego, sprężonego wewnętrznie w ostrym kontraście z chłodnym intelektualizmem Ala Pacino w gangsterskiej sadze Ojciec chrzestny (The Godfather, 1972) i sequelu Ojciec chrzestny II (The Godfather Part II, 1974).
Partnerował Barbrze Streisand w biograficznym musicalu Zabawna dziewczyna (Funny Lady, 1975). Kreacja czempiona okrutnej gry pasjonującej społeczeństwa niedalekiej przyszłości w sportowym filmie fantastycznonaukowym Normana Jewisona Rollerball (1975) i postać agenta CIA w dramacie kryminalnym Sama Peckinpaha Elita zabójców (The Killer Elite, 1975), uczyniły go specjalistą od ról ludzi uciekających od przemocy, o nieokiełznanym temperamencie. W roku 1980 spróbował reżyserii w widowiskowym dramacie Hide in Plain Sight, gdzie jako Thomas Hacklin pewnego dnia odkrywa, że jego żona odeszła i zabrała ze sobą dzieci. Za rolę uwięzionego przez swoją psychopatyczną wielbicielkę pisarza Paula Sheldona w ekranizacji powieści Stephena Kinga Misery (1990) otrzymał nominację do nagrody Saturna.
Powrócił na szklany ekran jako Terry „The Cannon” Gannon, Sr. w serialu ABC Znowu w grze (Back in the Game, 2013–14), a w roku 2015 był w obsadzie trzech filmów: Odrzutki (The Throwaways), dramacie telewizyjnym The Wrong Boyfriend i Minkow.

## Życie prywatne
Był czterokrotnie rozwiedziony; z tancerką DeeJay Mathis (1960–1966), z którą ma córkę Tarę, Sheilą Ryan (1976–1977), z którą ma syna Scotta „Scotty’ego” Andrew (ur. 23 sierpnia 1976 w Los Angeles) i Ingrid Hajek (od 9 września 1990 do 1995), z którą ma syna Alexandra Jamesa (ur. 10 kwietnia 1991). W dniu 7 października 1995 roku ożenił się po raz czwarty z Lindą Stokes. Mieli dwóch synów – Jamesa Arthura (ur. 6 listopada 1995) i Jacoba Nicholasa (ur. 24 września 1998). Jednak 20 listopada 2009 doszło do rozwodu. Spotykał się z Heidi Fleiss.
W ostatnich latach zmagał się z chorobą wieńcową. Zmarł 6 lipca 2022 na zawał serca.

## Filmografia
- Słodka Irma (Irma la Douce, 1963) jako żołnierz w radio
- Kobieta w klatce (Lady in a Cage, 1964) jako Randall
- The Glory Guys (1965) jako Anthony Dugan
- Czerwona linia 7000 (Red Line 7000, 1965) jako Mike
- El Dorado (1966) jako Alan Bourdillion Traherne „Mississippi”
- Gry (Games, 1967) jako Paul Montgomery
- Countdown (1968) jako Lee Stegler
- Journey to Shiloh (1968) jako Buck Burnett
- Łódź X-1 (Submarine X-1, 1968) jako Richard Bolton
- Ludzie z Deszczu (The Rain People, 1969) jako Kilgannon
- Uciekaj, króliku (Rabbit, Run, 1970) jako Rabbit Angstrom
- Piosenka Briana (Brian’s Song, 1971) jako Brian Piccolo
- T.R. Baskin (1971) jako Larry Moore
- Ojciec chrzestny (The Godfather, 1972) jako Santino ‘Sonny’ Corleone
- Przepustka dla marynarza (Cinderella Liberty, 1973) jako John Baggs Jr.
- Śliska sprawa (Slither, 1973) jako Dick Kanipsia
- Gracz (The Gambler, 1974) jako Axel Freed
- Szaleni detektywi (Freebie and the Bean, 1974) jako Freebie
- Elita zabójców (The Killer Elite, 1975) jako Mike Locken
- Zabawna dama (Funny Lady, 1975) jako Billy Rose
- Rollerball (1975) jako Jonathan E.
- Harry i Walter jadą do Nowego Jorku[25], 1976) jako Harry Digby
- Nieme kino (Silent Movie, 1976) jako James Caan
- O jeden most za daleko (A Bridge Too Far, 1977) jako sierżant Dohun
- Kolejny mężczyzna, kolejna kobieta[26], 1977) jako David Williams
- Przybywa jeździec (Comes a Horseman, 1978) jako Frank ‘Buck’ Athearn
- Rozdział drugi (Chapter Two, 1979) jako George Schneider
- 1941 (1979) jako marynarz biorący udział w bójce
- Hide in Plain Sight (1980) jako Thomas Hacklin
- Jedni i drudzy (Uns et les autres, Les, 1981) jako Jack Glenn/Jason Glenn
- Złodziej (Thief, 1981) jako Frank
- Pocałuj mnie na do widzenia (Kiss Me Goodbye, 1982) jako Jolly Villano
- Jedni i drudzy (Uns et les autres, Les, 1983) jako Jack Glenn/Jason Glenn
- Kamienne ogrody (Gardens of Stone, 1987) jako Clell Hazard
- Obcy przybysze (Alien Nation, 1988) jako detektyw sierżant Matthew Sykes
- Misery (1990) jako Paul Sheldon
- Dick Tracy (1990) jako Spaldoni
- Ciemna strona (The Dark Backward, 1991) jako doktor Scurvy
- Dla naszych chłopców (For the Boys, 1991) jako Eddie Sparks
- Miesiąc miodowy w Las Vegas (Honeymoon in Vegas, 1992) jako Tommy Korman
- Krew z krwi, kość z kości (Flesh and Bone, 1993) jako Roy Sweeney
- The Program (1993) jako trener Winters
- Kuloodporni (Bulletproof, 1996) jako Frank Colton
- Egzekutor (Eraser, 1996) jako śledczy Robert Deguerin
- Tashunga – Gwiazda Północy (Tashunga, 1996) jako Sean McLennon
- Chłopiec zwany Nienawiść (A Boy Called Hate, 1996) jako Jim
- Trzech facetów z Teksasu (Bottle Rocket, 1996) jako Abe Henry (Mr. Henry)
- Zbrodnia doskonała(inne języki) (Poodle Springs, 1998) jako Philip Marlowe
- This Is My Father (1998) jako Kieran Johnson
- Mickey Niebieskie Oko (Mickey Blue Eyes, 1999) jako Frank Vitale
- Luckytown (2000) jako Charlie Doyles
- Desperaci (The Way of the Gun, 2000) jako Joe Sarno
- Ślepy tor (The Yards, 2000) jako Frank Olchin
- Strażnik z więzienia Red Rock (Warden of Red Rock, 2001) jako John Flinders
- Viva Las gdzieś tam (Viva Las Nowhere, 2001) jako Roy Baker
- Przedsionek piekła (A Glimpse of Hell, 2001) jako kapitan Fred Moosally
- W cieniu śmierci (In the Shadows, 2001) jako Lance Huston
- Miasto duchów (City of Ghosts, 2002) jako Marvin
- Krwawa zbrodnia (Blood Crime, 2002) jako szeryf Morgan McKenna
- Night at the Golden Eagle (2002) jako więzień
- Jesteśmy snem (Lathe of Heaven, 2002) jako dr Haber
- Castle of Lies (2003) jako William Larnach
- Kamienica (Jericho Mansions, 2003) jako Leonard Grey
- Dallas and Rusty (2003) jako Walter
- Dogville (2003) jako Wielki Człowiek
- The Incredible Mrs. Ritchie (2003) jako pan Dewitt
- Elf (2003) jako Biologiczny ojciec Buddy’ego
- Las Vegas (2003) jako Edward Melvin „Big Ed” Deline
- This Thing of Ours (2003) jako Jimmy
- Dallas 362 (2003) jako Walter
- Zły święty (Santa’s Slay, 2005) jako Darren
- Z dystansu (2011)
- Small Apartments (2012) jako pan Allspice
- Spadaj, tato (That’s My Boy, 2012) jako ojciec McNally
- The Outsider (2014) jako Karl Schuster

## Nagrody

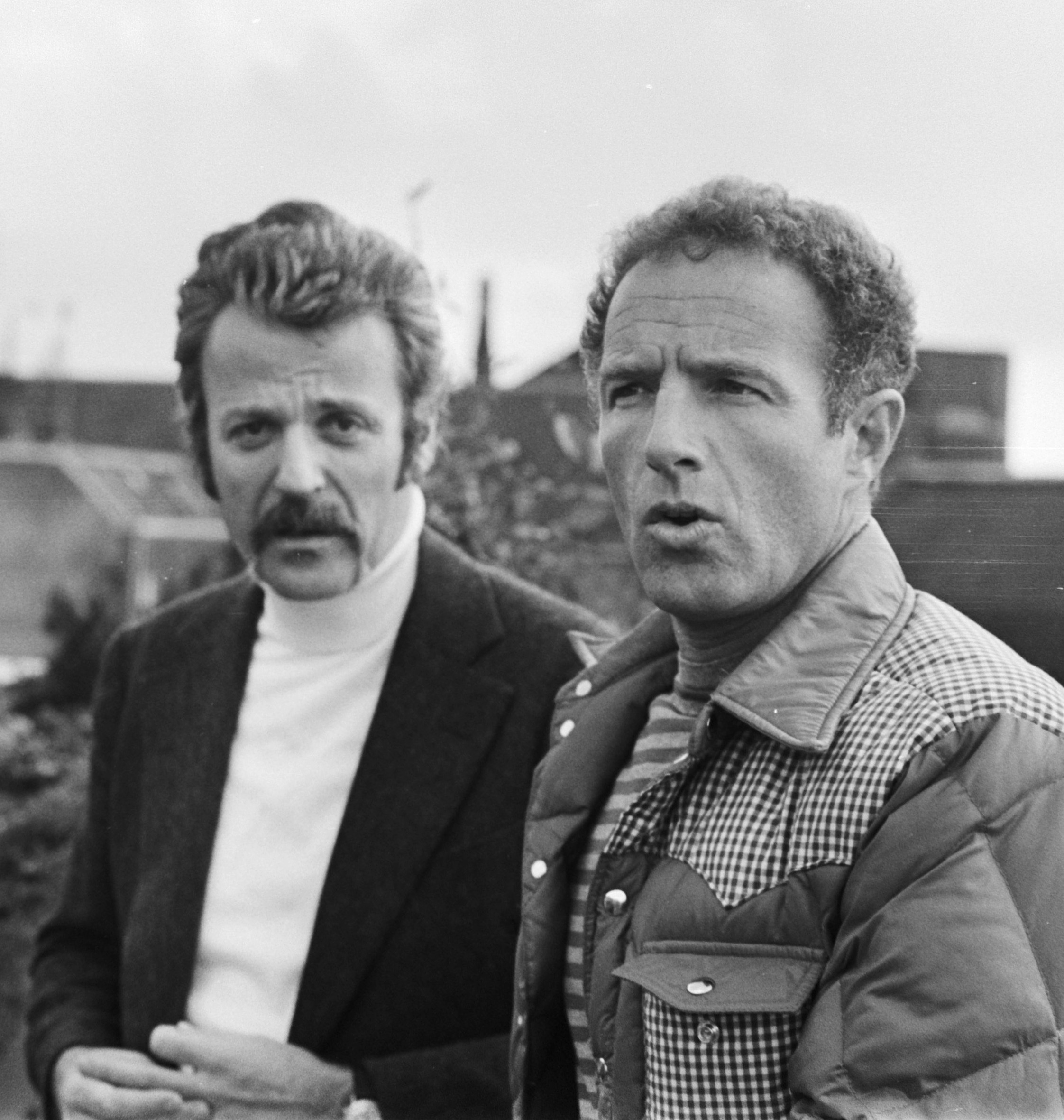
William Goldman i Caan (1976)

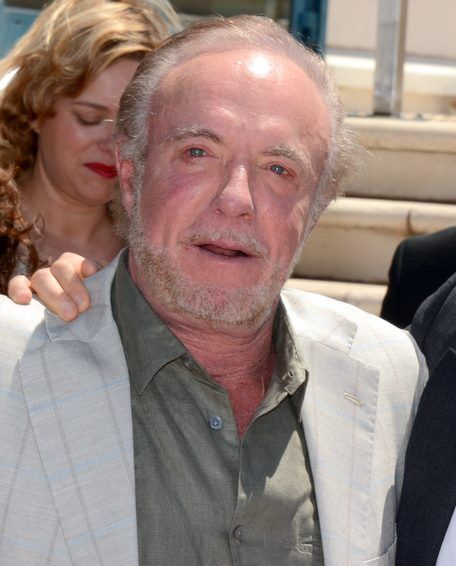
James Caan (2013)

- Nagroda Akademii Filmowej 1972 Nominacja: Ojciec chrzestny (najlepszy aktor drugoplanowy)